# Dezful

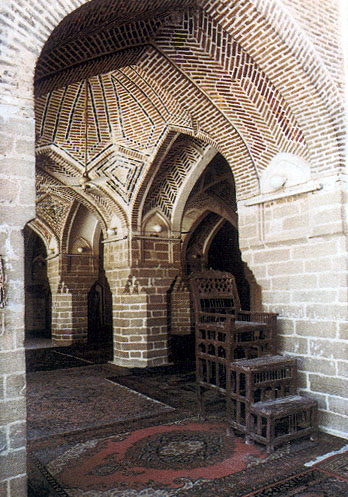
Mesquita de Dezful Jama

Dezful o Dezh-pol (persa: دزفول, Dezfūl, ‘Fortalesa del Pont’; àrab: دزفول, Dizfūl) és una ciutat de l'Iran, capital del shahristan del mateix nom a l'ustan o província del Khuzestan. Rep el nom d'una fortalesa construïda per protegir un pont, que data de vers el 300 aC, sobre el riu Dez (Dezful Rud, en àrab Ab-i Diz), afluent del riu Karun. La part de la ciutat al costat del pont és coneguda com a Qaleh o Kala (Castell). La seva població segons el cens del 2006 és de 235.819 habitants. Típic de la població són les coves sota les cases (sardab) on la temperatura és agradable. A la ciutat es parla el dialecte persa dezfuli. A nivell monumental destaquen trenta-cinc mesquites antigues, diverses tombes de sants, el mausoleu de Sultan Husayn al barri de Ruband i el pont (restaurat diverses vegades). Dezfūl és principalment un centre comercial per al nord de Khuzestan i dona sortida als productes agrícoles del Luristan. Hi ha industria del cotó i altres petites fàbriques. A 32 km hi ha la resclosa de Dezful, acabada el 1963, que dona electricitat a la zona i serveix també pel regadiu.

## Història
Procopi esmenta un "Pont de l'Oblit" a Pèrsia que segurament era Dezful, i diu que era lloc de detenció de personatges d'alt rang, i del que els perses no podien parlar sota pena de mort. Les fonts armènies el situen a Andamishn, identificada amb Amdamishk, antic nom de Dezful.
Com queda dit la vila s'anomenava Andamishk o Andalmishk (nom que es conserva en una vila a uns 10 km al nord), agafant el nom de Dizful o Dezful al segle xii ("Dezj", fortalesa) i "Pol", pont),. Els geògrafs àrabs l'anomenaren també Kasr al-Runash, Kantarat al-Rum (El Pont Romà), Kantarat al-Rud (El pont del Riu) i Kantarat al-Zab.
Sota els sassànides no era una ciutat important, i la principal de la regió era Gundixapur; quan aquesta va caure en ruïnes, la va començar a substituir, però la destrucció del sistema de reg dels sassànides va provocar una greu crisi. Al segle xiii fou ocupada pels mongols (1260) i integrada al kanat il-kànida de Pèrsia. El 1393 va obrir les portes a Tamerlà. Nadir Shah la va visitar diverses vegades quan era objecte d'atacs dels lurs, i va construir una fortalesa a pocs quilòmetres al nord, de nom Diz-i Shah. El pont fou en part destruït per la crescuda del riu del 1832. Al segle xix es va introduir el cultiu de l'indigo (blavet), però aquesta indústria va caure en la ruïna quan es van començar a importar tints estrangers. El 1831 una epidèmia de pesta va assolar la veïna Shushtar i el 1832 Dezful va agafar per un temps el seu lloc com a capital del Khuzestan, arribant a la meitat del segle a uns 16000 habitants. El 1907 la població semblava en lleu retrocés (uns 15000). Va arribar als 50.000 habitants el 1959. Va patir bombardejos el 1981 i 1982 durant la primera part de la guerra entre Iran i Iraq.